# Meliboeus abimvae
Meliboeus abimvae es una especie de escarabajo barrenador metálico perteneciente al género Meliboeus, de la subfamilia Agrilinae, orden Coleoptera. Fue descrita por André Théry en 1940.
Este ejemplar es válido y aceptado y aparece registrado en una sección de la publicación Buprestides nouveaux du Musée du Congo Belge. Revue Zoologique et Botanique Africaine 33:181-194 de 1940 del autor Théry A.

## Distribución
Se distribuye por el continente africano.